# Championnat d'Irlande féminin de football 2016
Navigation
Édition précédente Édition suivante
La saison 2016 du Championnat d'Irlande féminin de football Irish Women's League est la sixième saison du championnat. Le Wexford Youths Women's Football Club vainqueur des deux dernières éditions remet son titre en jeu.
La saison de 2016 marque un changement dans l'organisation du championnat : c'est une saison de transition avant la refonte de la compétition prévue pour 2017
Le championnat se déroule en matches aller-retour entre le 6 août et le 4 décembre 2016, soit 14 matchs pour chaque équipes.

## Participants
Ce tableau présente les sept équipes qualifiées pour disputer le championnat 2016. On y trouve le nom des clubs, le nom des entraîneurs et leur nationalité, la date de création du club, l'année de la dernière montée au sein de l'élite, le nom des stades ainsi que la capacité de ces derniers.
| Nom du club                                   | Entraîneur                | Date de création | Dernière montée | Stade               | Capacité |
| --------------------------------------------- | ------------------------- | ---------------- | --------------- | ------------------- | -------- |
| Cork City Women's Football Club               | Charlie Lynch             | 2011             | 2011            | Bishopstown Stadium | 2 000    |
| Galway Women Football Club                    | Don O'Riordan             | 2013             | 2013            | Eamon Deacy Park    | 5 000    |
| Kilkenny United Women's Football Club         | Noel Kealy                | 2015             | 2015            | Buckley Park        | 3 000    |
| Peamount United Football Club                 | Robbie Mulligan Pat Trehy | 1983             | 2011            | Greenogue           | 1 000    |
| Shelbourne Ladies Football Club               | Casey McQuillan           | 1994             | 2011            | Morton Stadium      | 4 000    |
| University College Dublin Waves Football Club | Eileen Gleeson            | 2012             | 2012            | Jackson Park        | -        |
| Wexford Youths Women's Football Club          | William Doyle             | 2007             | 2011            | Ferrycarrig Park    | 2 500    |

| \| Dublin: · Shelbourne · Peamount United Cork City WFC Wexford Youths WFC UCD Waves FC Galway WFC Kilkenny United WFC \| Localisation des clubs engagés dans le championnat. |
| Dublin: · Shelbourne · Peamount United Cork City WFC Wexford Youths WFC UCD Waves FC Galway WFC Kilkenny United WFC                                                           |

## Compétition

### Classement
| Rang | Équipe                            | Pts | J  | G  | N | P  | Bp | Bc | Diff |
| ---- | --------------------------------- | --- | -- | -- | - | -- | -- | -- | ---- |
| 1    | Shelbourne Ladies Football Club C | 32  | 12 | 10 | 2 | 0  | 43 | 8  | +35  |
| 2    | UCD Waves FC                      | 24  | 12 | 7  | 3 | 2  | 33 | 10 | +23  |
| 3    | Peamount United                   | 23  | 12 | 7  | 2 | 3  | 30 | 19 | +11  |
| 4    | Wexford Youths WFC T              | 22  | 12 | 7  | 1 | 4  | 29 | 15 | +14  |
| 5    | Galway WFC                        | 11  | 12 | 3  | 2 | 7  | 19 | 23 | -4   |
| 6    | Cork City WFC                     | 9   | 12 | 3  | 0 | 9  | 14 | 26 | -12  |
| 7    | Kilkenny United WFC               | 0   | 12 | 0  | 0 | 12 | 3  | 69 | -66  |

| Légende : Qualifications et relégations | Légende : Qualifications et relégations                                                                            |
| --------------------------------------- | --- |
|                                         | Ligue des champions féminine de l'UEFA 2017-2018                                                                   |
|                                         | T : Tenant du titre P : Promu C : Vainqueur de la Coupe d'Irlande 2016 CL : Vainqueur de la Coupe de la Ligue 2016 |

### Résultats
| Résultats (▼dom., ►ext.)                                   | COR | GAL | KIL  | PEA  | SHE | UCD | WEX |
| Cork City WFC                                              |     | 2-0 | 4-0  | 1-3  | 0-3 | 1-5 | 1-2 |
| Galway WFC                                                 | 3-0 |     | 5-1  | 1-1  | 1-6 | 0-4 | 1-2 |
| Kilkenny United WFC                                        | 0-4 | 0-6 |      | 0-10 | 0-5 | 1-3 | 0-6 |
| Peamount United                                            | 3-1 | 2-1 | 4-1  |      | 1-2 | 0-0 | 1-0 |
| Shelbourne LFC                                             | 4-1 | 1-1 | 10-0 | 4-1  |     | 3-1 | 1-0 |
| UCD Waves FC                                               | 2-0 | 3-0 | 5-0  | 5-0  | 1-1 |     | 3-4 |
| Wexford Youths                                             | 1-0 | 2-0 | 7-0  | 3-4  | 1-3 | 1-1 |     |
| - Victoire à domicile - Match nul - Victoire à l'extérieur |     |     |      |      |     |     |     |

## Bilan de la saison
| Championnat d'Irlande féminin de football 2016        |                                               |
| Champion                                              | Shelbourne Ladies Football Club (1er titre)   |
| Dauphin                                               | University College Dublin Waves Football Club |
| Qualifications continentales                          |                                               |
| Ligue des champions féminine de l'UEFA 2017-2018      | Shelbourne Ladies Football Club               |
| Promotions et relégations                             |                                               |
| Promus en Championnat d'Irlande féminin de football   | Aucun                                         |
| Relégués en Championnat d'Irlande féminin de football | Aucun                                         |